# Fansipan
Fansipan (a veces también escrito Fan Si Pan; en vietnamita: Phan Xi Pang) es una montaña en Vietnam, la más alta de la región de Indochina, con 3143 metros (10.308 pies). Se encuentra ubicada en la provincia de Lao Cai al noroeste de Vietnam, a 9 km al suroeste de la localidad de Sa Pa en la cordillera de Hoang Lien Son.
Fansipan es conocido como "el techo de Indochina", siendo reconocido como uno de los muy pocos lugares ecoturísticos de Vietnam, con cerca de 2024 variedades de flora y 327 especies de fauna.